# Asker
Asker – norweskie miasto i gmina leżąca w regionie Akershus.
Asker jest 386. norweską gminą pod względem powierzchni.

## Demografia
Według danych z roku 2005 gminę zamieszkuje 50 858 osób. Gęstość zaludnienia wynosi 504,24 os./km². Pod względem zaludnienia Asker zajmuje 11. miejsce wśród norweskich gmin.
| ludność stan na 1 stycznia 2005 |         |           |        |
|                                 | kobiety | mężczyźni | razem  |
| osób                            | 24 916  | 25 942    | 50 858 |
| %                               | 48,99%  | 51,01%    | 100%   |

| wykształcenie stan na 1 października 2004 |            |         |        |          |
|                                           | podstawowe | średnie | wyższe | nieznane |
| osób                                      | 3784       | 18 410  | 15 361 | 1369     |
| %                                         | 9,72%      | 47,3%   | 39,46% | 3,52%    |

## Edukacja
Według danych z 1 października 2004:
- liczba szkół podstawowych (norw. grunnskolar): 25
- liczba uczniów szkół podst.: 7894

## Sport
- Frisk Asker – klub hokejowy

## Władze gminy
Według danych na rok 2011 administratorem gminy (norw. rådmann) jest Lars Bjerke, natomiast burmistrzem (norw. ordfører, d. borgermester) jest Lene Ø Winger Conradi.